# Emir Bajgazin
Emir Kienżegazijewicz Bajgazin, ros. Эмир Кенжегазиевич Байгазин (ur. 19 lipca 1984 we wsi Tamdy) – kazachski reżyser, scenarzysta, montażysta i producent filmowy. Jeden z czołowych twórców współczesnego kina artystycznego w Kazachstanie.
Jego świetnie przyjęty debiut fabularny, Lekcje harmonii (2013), startował w konkursie głównym na 63. MFF w Berlinie, gdzie zdobył Srebrnego Niedźwiedzia za wybitne osiągnięcie artystyczne dla operatora Aziza Żambakijewa. Inny film, Rzeka (2018), zaprezentowany został w sekcji "Horyzonty" na 75. MFF w Wenecji, gdzie wyróżniono go nagrodą za najlepszą reżyserię.